# Mondscheinfadenfisch
Der Mondscheinfadenfisch (Trichopodus microlepis, Syn.: Trichogaster microlepis) ist ein auf dem südostasiatischen Festland verbreiteter Labyrinthfisch und der einzige Vertreter der „Östlichen Fadenfische“ ohne Körperzeichnung.

## Merkmale
Mondscheinfadenfische sind stattliche Süßwasserfische, die eine Gesamtlänge bis 18 Zentimeter erreichen. Ihr gestreckter Körper ist an der breitesten Stelle, zwischen Rückenflossenansatz und After, noch höher als beim Mosaikfadenfisch. Über dem Auge steigt das Rückenprofil erwachsener Exemplare beider Geschlechter relativ steil an, so dass der Eindruck einer Sattelnase entsteht. Der einfarbige Körper glänzt aufgrund der vergleichsweise vielen kleinen Schuppen je nach Lichteinfall silbrig bis türkisblau, bei männlichen Exemplaren manchmal auch blauviolett. Das Auge erwachsener Mondscheinfadenfische ist intensiv rot. Die Schwanzflosse ist leicht eingebuchtet. Von allen seinen Verwandten unterscheidet sich der Mondscheinfadenfisch außerdem durch seine besonders langen namensgebenden „Fäden“: die zu Tast- und Geschmackssensoren umgewandelten Bauchflossen können das Eineinhalbfache der Gesamtlänge erreichen. Weibchen tragen hellorange „Fäden“, bei adulten Männchen sind sie kräftig orangerot. Neben der deutlichen Körperfülle durch Laichansatz, erkennt man die Weibchen leicht an ihrer kurzen und runden Rückenflosse. Männliche Mondscheinfadenfische tragen eine maximal bis zum Ansatz der Schwanzflosse reichende, weniger gerundete Rückenflosse. Manchmal und nicht bei allen Männchen, färbt sich der Bereich um die Bauchflossenansätze leicht orangerot.
Flossenformel: Dorsale III-IV/8–10, Anale X–XI/34–40.

## Ökologie
Die Heimat des Mondscheinfadenfischs liegt vermutlich in Kambodscha, Laos und Myanmar. Dass die Art auch in Thailand relativ weit verbreitet ist, hängt sehr wahrscheinlich mit ihrer Beliebtheit als Speisefisch zusammen. Nahezu ausschließlich werden Mondscheinfadenfische in den flachen Zonen stehender oder langsam fließender, beschatteter oder dicht bewachsener Gewässer vorgefunden. Das Wasser ihrer Lebensräume ist in der Regel weich und reagiert leicht sauer. Mondscheinfadenfische ernähren sich überwiegend von Weichtieren, Kleinkrebsen, Insekten und Insektenlarven. Nur in Aquarienhaltungen wurde bisher mehrfach beobachtet, dass diese Art auch große Mengen pflanzlicher Nahrung, nämliche weiche Blätter von Schwimm- und Wasserpflanzen, zu sich nimmt.

## Fortpflanzung
Wie bei allen anderen Fadenfischarten auch, besetzen fortpflanzungsfähige Männchen ein Brutrevier und errichten in dessen Zentrum ein Schaumnest. Mondscheinfadenfische bauen ihr Nest zu einem großen Teil aus Pflanzenstücken, die sie mit ihren Schaumbläschen verbinden und verkleben. Die Nester sind großflächig (bis zu 30 cm²) und ragen sehr deutlich über die Wasseroberfläche hinaus. Unter seinem Nest wirbt das Männchen um ein laichbereites Weibchen und direkt unter dem Nest finden auch Balz und Eiabgabe statt. Die winzigen Eier sind leichter als Wasser und treiben selbständig unter das Nest. Im Gegensatz zu den Schwesterarten werden die Eier nicht vom Männchen an einer Stelle zusammen getragen, sondern lediglich mit weiteren Schaumlagen unterbaut. Die mit einem großen Dottervorrat versehenen Larven schlüpfen nach etwas mehr als 24 Stunden und schwimmen nach zwei bis drei Tagen frei, womit die Brutpflege durch das Männchen endet.

## Bedeutung für den Menschen
Die großen und kräftig gebauten Mondscheinfadenfische sind sehr beliebte Speisefische. Man fängt sie mit Netzen und bietet sie lebend oder frischtot zum Verkauf. Erst 1952 durch die Importfirma „Aquarium Hamburg“ nach Europa eingeführt, sind Mondscheinfadenfische zwar populäre, aber nicht regelmäßig angebotene und selten gepflegte Aquarienfische.

## Systematik
Der deutsche Ichthyologe und spätere Direktor der Zoologischen Abteilung des Natural History Museum in London, Albert Günther, beschrieb den Mondscheinfadenfisch 1861 auf der Grundlage eines einzigen Typen als Osphromenus microlepis aus Kambodscha (Cochinchina). Weitere Synonymbeschreibungen sind Trichopus parvipinnis Sauvage 1876 (Typusmaterial aus Südvietnam, wo die Art danach nicht mehr nachgewiesen wurde) und Deschauenseeia chryseus Fowler 1934 (Typusmaterial aus Bangkok, Thailand). Darüber hinaus wurde die Art verschiedentlich unter den nicht zutreffenden Gattungsnamen Trichopsis, Trichogaster und Colisa aufgeführt. Der Gattungsname deutet auf die fadenartigen Bauchflossen hin („Thrix“ = „Haar“, „Pous“ = „Fuß bzw. Flosse“). Der adjektivistische Artname bedeutet: mit kleinen Schuppen. Gemeinsam mit dem Mosaikfadenfisch (Trichopodus leerii), dem Gepunkteten Fadenfisch (Trichopodus trichopterus) und dem Schaufelfadenfisch (Trichopodus pectoralis), bildet der Mondscheinfadenfisch die Gruppe der „Östlichen Fadenfische“.

## Weiterführende Literatur
- Michael Kokoscha: Labyrinthfische. Verlag Eugen Ulmer, Stuttgart 1998, ISBN 3-8001-7431-6.
- Jörg Vierke: Labyrinthfische. Franckh’sche Verlagshandlung W. Keller & Co., Stuttgart 1986, ISBN 3-440-05594-9.